# Summer Girl (песня Haim)
«Summer Girl» — песня американской группы Haim, выпущенная синглом 31 июля 2019 года. Она была представлена в эфире BBC Radio 1 как «Самая горячая пластинка» Энни Мак. В музыкальном плане песня является отсылкой к композиции «Walk on the Wild Side» Лу Рида, который отмечен как соавтор песни.

## Продвижение
Haim представили песню на концерте в Teragram Ballroom в Лос-Анджелесе 17 июля. После исполнения песни вживую группа опубликовала небольшой отрывок песни, проигранный в студии, в социальных сетях. Позже они объявили, что песня будет выпущена позже на неделе.

## Участники записи
Музыканты
- Даниэль Хайм — вокальные партии, ударные, программирование бас-партий
- Алана Хайм — гитара, подпевка
- Эсти Хайм — контрабас
- Ростам Батманглидж — акустическая гитара, слайд-гитара, орган, синтезатор, шейкер, программирование ударных
- Ариэль Ректшайд — ударные, тамбурин
- Генри Соломон — саксофон

Технический персонал
- Ариэль Ректшайд — запись, сведение
- Ростам Батманглидж — запись, сведение
- Крис Касич — запись
- Грейс Бэнкс — запись
- Джон ДеБолд — запись
- Майкл Харрис — запись
- Нейт Хэд — запись
- Шон Эверетт — сведение

## Хит-парады
| Хит-парад (2019)                             | Высшая позиция |
| -------------------------------------------- | -------------- |
| Бельгия/Фландрия (Ultratip Bubbling Under)   | 19             |
| Новая Зеландия (RMNZ)                        | 15             |
| Великобритания (OCC UK Singles Downloads)    | 88             |
| США (Billboard Hot Rock & Alternative Songs) | 27             |
| США (Billboard Adult Alternative Songs)      | 25             |